# Humboldt (Wisconsin)
Humboldt – miasto w Stanach Zjednoczonych, w stanie Wisconsin, w hrabstwie Brown.